# Mohammed Ali Karim
Mohammed Ali Karim (en árabe: محمد علي كريم‎; nacido en Irak, 25 de junio de 1986) es un exfutbolista internacional iraquí que jugaba de lateral derecho.

## Trayectoria
Mohammed Ali Karim empezó su carrera profesional en 2005 en el Al-Shorta.
En la temporada 2007-08 juega para el Al Jazira Ammán de Jordania.
Tras militar de nuevo en el Al-Shorta ficha por el Al Quwa Al Jawiya.
En 2009 firma un contrato con su actual club, el Al-Jazira Club de los Emiratos Árabes Unidos. Con este equipo debuta en la Liga de Campeones de la AFC.

## Selección nacional
Ha sido internacional con la Selección de fútbol de Irak en 25 ocasiones. Su debut con la camiseta nacional se produjo en 2007.
Ha sido convocado para disputar la Copa FIFA Confederaciones 2009.

## Clubes
| Club                    | País                   | Año       |
| ----------------------- | ---------------------- | --------- |
| Al-Shorta               | Irak                   | 2005-2007 |
| Al Jazira Ammán         | Jordania               | 2007-2008 |
| Al-Shorta               | Irak                   | 2008      |
| Al Quwa Al Jawiya       | Irak                   | 2008      |
| Al-Jazira Sporting Club | Emiratos Árabes Unidos | 2009      |
| Mes Kerman FC           | Irán                   | 2009-2010 |
| Al-Zawraa               | Irak                   | 2010      |
| Al-Shorta SC            | Irak                   | 2011-2012 |
| Erbil SC                | Irak                   | 2011      |
| Al-Zawraa               | Irak                   | 2011-2012 |
| Al-Talaba SC            | Irak                   | 2012-2014 |
| Al-Quwa Al-Jawiya       | Irak                   | 2014-2018 |